# 信義公老榕樹
24°17′21″N 120°32′44″E / 24.289223°N 120.545569°E
信義公老榕樹，是位於臺灣臺中市清水區海濱里的榕樹，樹下為一座百姓公廟。

## 樹狀
信義公老榕樹因鄰近海邊，樹身匍匐傾斜，以許多氣生根下地形成許多粗大的分枝，形成二代、三代木，最終擴展至樹冠面積1400平方公尺。在1996年報導時，樹身高20公尺、胸徑3公尺、胸圍近12公尺。2002年，內政部補助新台幣八百萬元，對清水信義公老榕樹、太平土地公廟老樹、豐原福德祠老樹、后里日月神木、石岡五福臨門神木、東勢新伯公廟老樹這六棵台中縣老樹，執行保護與周邊環境改善計畫。除政府對信義公老榕樹設置珍貴老樹說明牌外，當地里辦公室也會雇工修剪。

## 信仰
傳說樹下的信義公百姓公廟甚為靈驗，廟內有多對信徒還願的男女紙偶，等到農曆八月一日信義公祭祀日前時火化。1981年，周圍設立海濱社區公園，建有鋼筋水泥造的六角亭供休憩。至里長周詒文任內改建廟下的小廟，1987年重建。